# Jacques Bernard Hamerlynck
Jacques Bernard Hamerlynck  was een burgemeester van de voormalige Oost-Vlaamse gemeente Oosteeklo. Daarnaast was hij ook landbouwer.
Hij  was van januari 1813 tot 1815 burgemeester van de gemeente. 